# Берта Елена Відаль де Баттіні
Бе́рта Еле́на Віда́ль де Батті́ні (ісп. Berta Elena Vidal de Battini, 10 липня 1900, Сан-Луїс, Аргентина — 19 травня 1984, Буенос-Айрес) — аргентинська фольклористка, мовознавиця і освітянка, дослідниця аргентинського діалекту іспанської (лексичний склад), що створила фундаментальне зібрання аргентинських народних казок.

## З життєпису
Народилась у місті Сан-Луїсі 10 липня 1900 року. Отримала початкову і середню освіту в рідному місті.
Вищу освіту (докторський ступінь в області філософії і гуманітарних наук) здобула в Національному університеті Буенос-Айреса.
Тривалий час здійснювала педагогічну діяльність в Національній раді освіти (ісп. el Consejo Nacional de Educación), дослужившись до звання генеральної інспекторки. Як університетська виклалачка, працювала на кафедрах фольклору та історії іспанської мови. 
Б.Е. Відаль де Баттіні почала дослідницьку діяльність в Інституті філософії Факультету філософії та філології Університету Буенос-Айреса, яким керував доктор Амадо Алонсо, і долучилася до його наукової команди. Наукові інтереси Відаль де Баттіні охоплювали філософію та фольклористику, й були спрямовані безпосередньо до Аргентини.
Від 1945 року вона здійснила понад 100 наукових відряджень, в тому числі їздила в Європу в 1960 і 1963 роках, де відвідала головні осередки філософських і фольклорних студій.
Відаль де Баттіні була дослідницею Інституту філології та Інституту антропології Університету Буенос-Айреса й реалізувала в рамках цієї роботи 2 визначних проєкти: Determinación de las regiones folklóricas del país y su contenido cultural («Визначення історичних регіонів країни і їх культурного наповнення») та El español en la Argentina. El léxico («Іспанська мова в Аргентині. Лексика»).
1983 року була обрана до Аргентинської академії літератури.
Берта Елена Відаль де Баттіні померла 83-річною 19 травня 1984 року.

## Праці і нагороди
Серед літературних публікацій Б. Е. Відаль де Баттіні:
- "Alas", 1924;
- "Mitos Sanluiseños", 1925;
- "Agua serrana", 1934;
- "Tierra puntana", 1937;
- "Campo y soledad", 1937;
- "Cuentos y leyendas populares de la Argentina", 1960;
- "La ciudad de San Luis", 1960.

Наукові дослідження де Баттіні:
- "El habla rural de San Luis", 1949;
- "Voces marinas en el habla rural de San Luis", 1949;
- "La narrativa popular de la Argentina. Leyendas de plantas", 1972, тощо.

Берта Елена Відаль де Баттіні дістала за життя чимало премій і нагород, серед яких:
- 1º Premio Poesía del Congreso de Artes e Industrias de San Luis, 1946;
- Beca de la Comisión de Cultura, 1957;
- 2 º Premio de la Comisión Nacional de Cultura por su libro "El habla rural de San Luis", 1969;
- 1º Premio Wallance del Instituto Panamericano de Geografía e Historia, 1960;
- відзнака федерального дистрикту Бразилії за досягнення в галузі фольклористики;
- відзнака Асоціації культури св. Мартина Сан-Луїса за літературний доробок і наукові досягнення.

## Джерело-посилання
- Берта Елена Відаль де Баттіні [Архівовано 30 червня 2019 у Wayback Machine.] на www.folkloredelnorte.com.ar (вебсторінка, присвячена північно-аргентинському фольклору) [Архівовано 16 лютого 2019 у Wayback Machine.] (ісп.)